# Casa do Cabido
Anexada à Sé Catedral do Porto e ao claustro, a Casa do Cabido é um edifício de aspecto arcaico, que foi construído na primeira metade do século XVIII.
O atual edifício que conta com três pisos, é uma construção retangular anexa ao lado esquerdo da Sé Catedral. 
O primeiro, previsto inicialmente para nele se instalarem os Celeiros do Cabido, divide-se em quatro compartimentos comunicantes entre si, cobertos de abobadas em berço, de tijolo e estuque.
No segundo piso existem quatro compartimentos também abobadados e comunicantes entre si, havendo em cada um, uma janela com peitoril. As abóbadas, também de tijolo e estuque, em parte do berço, em parte da aresta, apoiam-se em arcos de pedra. Neste piso também se pode observar o Tesouro da Catedral. Com nove vitrinas onde se pode ver objetos de ourivesaria, paramentaria e livros litúrgicos, relativos ao culto catedralício.
No andar superior, de apenas três aposentos, vêm-se painéis de azulejos de Vital Rifarto e a grande sala capilar pode-se distinguir não só pelo seu imponente tecto de masseira em caixotões, com pinturas de Giovani Battista, mas ainda pelos seus azulejos representando cenas de caça.